# Brandzeia filicifolia
Brandzeia filicifolia är en ärtväxtart som beskrevs av Henri Ernest Baillon. Brandzeia filicifolia ingår i släktet Brandzeia och familjen ärtväxter. Inga underarter finns listade i Catalogue of Life.